# Ferrari (chanson)
Singles par James Hype
Say Yeah
(2022) Crank
(2022)
Ferrari est une chanson du disc-jockey anglais James Hype et du chanteur anglais Miggy Dela Rosa, sortie le 15 mars 2022. Elle connait le succès en Europe, atteignant notammement la première place en Italie, en Belgique (Flandre) et aux Pays-Bas.

## Production
La chanson utilise un sample de la chanson I Need a Girl (Part Two) de P. Diddy et Ginuwine featuring Loon, Mario Winans et Tammy Ruggieri, sorti en 2002.

## Liste des pistes
| 1. | Ferrari | 3:05 |

| 1. | Ferrari (Acoustic) | 2:21 |

| 1. | Ferrari (Oliver Heldens Remix) | 3:08 |

| 1. | Ferrari (Remix featuring Lazza) | 3:05 |

## Classements hebdomadaires
| Classement (2022)                       | Meilleure position |
| --------------------------------------- | ------------------ |
| Allemagne (Media Control AG)            | 4                  |
| Australie (ARIA)                        | 43                 |
| Autriche (Ö3 Austria Top 40)            | 4                  |
| Belgique (Flandre Ultratop 50 Singles)  | 1                  |
| Belgique (Wallonie Ultratop 50 Singles) | 7                  |
| Bulgarie (PROPHON)                      | 3                  |
| Canada (Hot 100)                        | 69                 |
| Croatie (Billboard)                     | 4                  |
| Danemark (Tracklisten)                  | 8                  |
| États-Unis (Hot Dance/Electronic Songs) | 13                 |
| France (SNEP)                           | 74                 |
| Grèce (IFPI)                            | 4                  |
| Hongrie (Rádiós Top 40)                 | 1                  |
| Hongrie (Dance Top 40)                  | 1                  |
| Hongrie (Single Top 40)                 | 1                  |
| Hongrie (Stream Top 40)                 | 3                  |
| Islande (Plötutíðindi)                  | 23                 |
| Irlande (IRMA)                          | 8                  |
| Italie (FIMI)                           | 1                  |
| Lituanie (Agata)                        | 8                  |
| Luxembourg (Billboard)                  | 4                  |
| Pays-Bas (Nederlandse Top 40)           | 2                  |
| Pays-Bas (Single Top 100)               | 1                  |
| Pologne (ZPAV)                          | 3                  |
| Portugal (AFP)                          | 25                 |
| Roumanie (UPFR)                         | 8                  |
| Royaume-Uni (UK Singles Chart)          | 6                  |
| Russie (Tophit Radio Top 100)           | 2                  |
| Slovaquie (IFPI Rádio)                  | 8                  |
| Slovaquie (IFPI Singles Digitál)        | 8                  |
| Suisse (Schweizer Hitparade)            | 2                  |
| Tchéquie (IFPI Singles Digitál)         | 13                 |

## Certifications
| Région | Certification | Ventes/Streams |
| --- | ------------- | -------------- |
| Allemagne (BM) | Or            | 200 000^       |
| Canada (Music Canada) | Or            | 40 000^        |
| Danemark (IFPI) | Or            | 45 000^        |
| Grèce (IFPI) | Platine       | 2 000 000^     |
| Italie (FIMI) | Platine       | 200 000*       |
| Pologne (ZPAV) | Platine       | 50 000*        |
| Royaume-Uni (BPI) | Argent        | 200 000^       |
| Suisse (IFPI) | Or            | 10 000x        |
| *Ventes selon la certification ^Mise en rayon selon la certification xNon précisé par la certification ‡ventes/streaming selon la certification |               |                |